# Смирнов, Иван Кузьмич
Иван Кузьмич Смирнов (1833—1912) — русский педагог, директор Иркутской и Томской гимназий.

## Биография
Поисходил из духовного сословия. Родился 17 (29) марта 1833 года в селе Бережок Юрьевского уезда Владимирской губернии.
Окончил Владимирское духовное училище, Владимирскую духовную семинарию (1854) и Московскую духовную академию (1858, кандидатом богословия). Был направлен в Сибирь; служил преподавателем Томской духовной семинарии (1858—1862) и Томской гимназии (1862—1868).
В 1868 году был назначен директором Иркутской гимназии; с 1874 года — директор Томской гимназии.
С 1881 года жил в Санкт-Петербурге; был старшим наблюдателем студентов Технологического института (до 1886) и до самой смерти состоял причисленным к Министерству народного просвещения — был членом Совета министра.
Умер в Санкт-Петербурге 24 февраля (8 марта) 1912 года. Был похоронен в селе Покровское Клинского уезда Московской губернии.
Был женат на племяннице Дмитрия Ивановича Менделеева — Анне Яковлевне Капустиной. Их сын, академик-археолог Яков Иванович Смирнов. Был владельцем хутора «Стрелица», который Менделеев в 1867 году выстроил для семьи своей старшей сестры Марии Ивановны.
И. К. Смирновым были напечатаны:
- О церковном судопроизводстве в Древней России // Чтения в Императорском обществе истории и древностей. — 1865. (отд. изд. — Санкт-Петербург: Тип. И. И. Глазунова, 1874)
- Отшельник Феодор // Русская старина. — 1887.
- Преосвященный Парфений Томский // Русский паломник. — 1888.
- Из поездки на Алтай // Русский паломник. — 1889.
- О состоянии образования в Енисейской и Иркутской губерниях // Русская школа. — 1898.

Им были оставлены рукописные воспоминания об учёбе в Московской духовной академии и службе в Сибири.